# واين كوتريل
واين كوتريل (بالإنجليزية: Wayne Cottrell)‏ هو لاعب اتحاد الرغبي نيوزيلندي، ولد في 30 سبتمبر 1943 في كرايستشرش في نيوزيلندا، وتوفي بنفس المكان في 22 مايو 2013.

## وصلات خارجية
- واين كوتريل عل موقع إسبنسكروم (الإنجليزية)